# 13e étape du Tour d'Italie 2014
Pour un article plus général, voir Tour d'Italie 2014.
La 13e étape du Tour d'Italie 2014 s'est déroulée le vendredi 23 mai 2014. Elle part de Fossano et arrive à Rivarolo Canavese après 157 km de course.

## Résultats

### Classement de l'étape
|    | Coureur           | Pays        | Équipe                       |    | Temps           |
| -- | ----------------- | ----------- | ---------------------------- | -- | --------------- |
| 1  | Marco Canola      | Italie      | Bardiani CSF                 | en | 3 h 37 min 20 s |
| 2  | Jackson Rodríguez | Venezuela   | Androni Giocattoli-Venezuela | +  | 0 s             |
| 3  | Angélo Tulik      | France      | Europcar                     |    | 0 s             |
| 4  | Nacer Bouhanni    | France      | FDJ.fr                       |    | 11 s            |
| 5  | Giacomo Nizzolo   | Italie      | Trek Factory Racing          |    | 11 s            |
| 6  | Elia Viviani      | Italie      | Cannondale                   |    | 11 s            |
| 7  | Luka Mezgec       | Slovénie    | Giant-Shimano                |    | 11 s            |
| 8  | Ben Swift         | Royaume-Uni | Sky                          |    | 11 s            |
| 9  | Tyler Farrar      | États-Unis  | Garmin-Sharp                 |    | 11 s            |
| 10 | Borut Božič       | Slovénie    | Astana                       |    | 11 s            |

### Points attribués
|    | Cycliste          | Pays      | Équipe                       | Points |
| -- | ----------------- | --------- | ---------------------------- | ------ |
| 1  | Jackson Rodríguez | Venezuela | Androni Giocattoli-Venezuela | 20     |
| 2  | Marco Canola      | Italie    | Bardiani CSF                 | 16     |
| 3  | Angélo Tulik      | France    | Europcar                     | 12     |
| 4  | Maxim Belkov      | Russie    | Katusha                      | 9      |
| 5  | Gert Dockx        | Belgique  | Lotto-Belisol                | 7      |
| 6  | Jeffry Romero     | Colombie  | Colombia                     | 6      |
| 7  | Giacomo Nizzolo   | Italie    | Trek Factory Racing          | 4      |
| 8  | Nacer Bouhanni    | France    | FDJ.fr                       | 3      |
| 9  | Julien Vermote    | Belgique  | Omega Pharma-Quick Step      | 2      |
| 10 | Fabio Felline     | Italie    | Trek Factory Racing          | 1      |

|    | Cycliste           | Pays        | Équipe                       | Points |
| -- | ------------------ | ----------- | ---------------------------- | ------ |
| 1  | Marco Canola       | Italie      | Bardiani CSF                 | 50     |
| 2  | Jackson Rodríguez  | Venezuela   | Androni Giocattoli-Venezuela | 40     |
| 3  | Angélo Tulik       | France      | Europcar                     | 34     |
| 4  | Nacer Bouhanni     | France      | FDJ.fr                       | 28     |
| 5  | Giacomo Nizzolo    | Italie      | Trek Factory Racing          | 25     |
| 6  | Elia Viviani       | Italie      | Cannondale                   | 22     |
| 7  | Luka Mezgec        | Slovénie    | Giant-Shimano                | 20     |
| 8  | Ben Swift          | Royaume-Uni | Sky                          | 18     |
| 9  | Tyler Farrar       | États-Unis  | Garmin-Sharp                 | 16     |
| 10 | Borut Božič        | Slovénie    | Astana                       | 14     |
| 11 | Enrico Battaglin   | Italie      | Bardiani CSF                 | 12     |
| 12 | Daniele Colli      | Italie      | Neri Sottoli                 | 10     |
| 13 | Tosh Van der Sande | Belgique    | Lotto-Belisol                | 8      |
| 14 | Leonardo Duque     | Colombie    | Colombia                     | 7      |
| 15 | Cadel Evans        | Australie   | BMC Racing                   | 6      |
| 16 | Roberto Ferrari    | Italie      | Lampre-Merida                | 5      |
| 17 | Andrea Fedi        | Italie      | Neri Sottoli                 | 4      |
| 18 | Wilco Kelderman    | Pays-Bas    | Belkin                       | 3      |
| 19 | Jos van Emden      | Pays-Bas    | Belkin                       | 2      |
| 20 | Marco Frapporti    | Italie      | Androni Giocattoli-Venezuela | 1      |

### Cols et côtes
- Côte de Rivara, 4e catégorie (km 123,1)

|   | Cycliste          | Pays      | Équipe                       | Points |
| - | ----------------- | --------- | ---------------------------- | ------ |
| 1 | Marco Canola      | Italie    | Bardiani CSF                 | 3      |
| 2 | Jackson Rodríguez | Venezuela | Androni Giocattoli-Venezuela | 2      |
| 3 | Angélo Tulik      | France    | Europcar                     | 1      |

## Classements à l'issue de l'étape

### Classement général
|    | Cycliste           | Pays      | Équipe                  |    | Temps            |
| -- | ------------------ | --------- | ----------------------- | -- | ---------------- |
| 1  | Rigoberto Urán     | Colombie  | Omega Pharma-Quick Step | en | 53 h 15 min 06 s |
| 2  | Cadel Evans        | Australie | BMC Racing              | +  | 37 s             |
| 3  | Rafał Majka        | Pologne   | Tinkoff-Saxo            |    | 1 min 52 s       |
| 4  | Domenico Pozzovivo | Italie    | AG2R La Mondiale        |    | 2 min 32 s       |
| 5  | Wilco Kelderman    | Pays-Bas  | Belkin                  |    | 2 min 50 s       |
| 6  | Nairo Quintana     | Colombie  | Movistar                |    | 3 min 29 s       |
| 7  | Fabio Aru          | Italie    | Astana                  |    | 3 min 37 s       |
| 8  | Wout Poels         | Pays-Bas  | Omega Pharma-Quick Step |    | 4 min 06 s       |
| 9  | Steve Morabito     | Suisse    | BMC Racing              |    | 4 min 20 s       |
| 10 | Robert Kišerlovski | Croatie   | Trek Factory Racing     |    | 4 min 41 s       |

### Classement par points
|   | Cycliste        | Pays   | Équipe              | Points |
| - | --------------- | ------ | ------------------- | ------ |
| 1 | Nacer Bouhanni  | France | FDJ.fr              | 251    |
| 2 | Giacomo Nizzolo | Italie | Trek Factory Racing | 225    |
| 3 | Elia Viviani    | Italie | Cannondale          | 173    |

### Classement du meilleur grimpeur
|   | Cycliste         | Pays     | Équipe              | Points |
| - | ---------------- | -------- | ------------------- | ------ |
| 1 | Julián Arredondo | Colombie | Trek Factory Racing | 75     |
| 2 | Diego Ulissi     | Italie   | Lampre-Merida       | 39     |
| 3 | Stefano Pirazzi  | Italie   | Bardiani CSF        | 26     |

### Classement du meilleur jeune
|   | Cycliste        | Pays     | Équipe       |    | Temps            |
| - | --------------- | -------- | ------------ | -- | ---------------- |
| 1 | Rafał Majka     | Pologne  | Tinkoff-Saxo | en | 53 h 16 min 58 s |
| 2 | Wilco Kelderman | Pays-Bas | Belkin       | +  | 58 s             |
| 3 | Nairo Quintana  | Colombie | Movistar     |    | 1 min 37 s       |

### Classements par équipes

#### Classement aux temps
|   | Équipe                  | Pays       |    | Temps             |
| - | ----------------------- | ---------- | -- | ----------------- |
| 1 | Omega Pharma-Quick Step | Belgique   | en | 159 h 03 min 38 s |
| 2 | AG2R La Mondiale        | France     | +  | 5 min 32 s        |
| 3 | BMC Racing              | États-Unis |    | 7 min 46 s        |

#### Classement aux points
|   | Équipe                  | Pays       | Points |
| - | ----------------------- | ---------- | ------ |
| 1 | Lampre-Merida           | Italie     | 214    |
| 2 | Omega Pharma-Quick Step | Belgique   | 201    |
| 3 | Trek Factory Racing     | États-Unis | 200    |

### Autres classements
|   | Cycliste       | Pays   | Équipe                       | Points |
| - | -------------- | ------ | ---------------------------- | ------ |
| 1 | Marco Bandiera | Italie | Androni Giocattoli-Venezuela | 32     |
| 2 | Andrea Fedi    | Italie | Neri Sottoli                 | 26     |
| 2 | Elia Viviani   | Italie | Cannondale                   | 19     |

|   | Cycliste        | Pays   | Équipe              | Points |
| - | --------------- | ------ | ------------------- | ------ |
| 1 | Nacer Bouhanni  | France | FDJ.fr              | 28     |
| 2 | Diego Ulissi    | Italie | Lampre-Merida       | 25     |
| 3 | Giacomo Nizzolo | Italie | Trek Factory Racing | 25     |

|   | Cycliste        | Pays   | Équipe              | Points |
| - | --------------- | ------ | ------------------- | ------ |
| 1 | Nacer Bouhanni  | France | FDJ.fr              | 14     |
| 2 | Diego Ulissi    | Italie | Lampre-Merida       | 10     |
| 3 | Giacomo Nizzolo | Italie | Trek Factory Racing | 7      |

|   | Cycliste           | Pays     | Équipe                       | Points |
| - | ------------------ | -------- | ---------------------------- | ------ |
| 1 | Andrea Fedi        | Italie   | Neri Sottoli                 | 608    |
| 2 | Marco Bandiera     | Italie   | Androni Giocattoli-Venezuela | 504    |
| 3 | Maarten Tjallingii | Pays-Bas | Belkin                       | 391    |

| \| \| Cycliste \| Pays \| Équipe \| Points \| \| - \| ---------------- \| ------ \| ------------- \| ------ \| \| 1 \| Nacer Bouhanni \| France \| FDJ.fr \| 14 \| \| 2 \| Diego Ulissi \| Italie \| Lampre-Merida \| 12 \| \| 3 \| Enrico Battaglin \| Italie \| Bardiani CSF \| 8 \| |                  |        |               |        |
| | Cycliste         | Pays   | Équipe        | Points |
| 1 | Nacer Bouhanni   | France | FDJ.fr        | 14     |
| 2 | Diego Ulissi     | Italie | Lampre-Merida | 12     |
| 3 | Enrico Battaglin | Italie | Bardiani CSF  | 8      |

## Abandon
Aucun.